# Іткінеєво
Іткіне́єво (рос. Иткинеево, башк. Эткенә) — село у складі Янаульського району Башкортостану, Росія. Адміністративний центр Іткінеєвської сільської ради.
Населення — 675 осіб (2010; 748 у 2002).
Національний склад:
- башкири — 92 %